# Philates rafalskii
Philates rafalskii är en spindelart som först beskrevs av Zabka 1999.  Philates rafalskii ingår i släktet Philates och familjen hoppspindlar. Inga underarter finns listade i Catalogue of Life.